# Grant Dressler
Grant Michael Dressler (* 4. Januar 1997 in Las Vegas, Nevada) ist ein US-amerikanischer Basketballspieler. 

## Karriere

### College
Dressler spielte für die Palo Verde High School in Las Vegas, welche er mit starken Statistiken (19,1 Punkten und 10 Rebounds pro Spiel) im Jahr 2015 verließ. Aus vielen Angeboten von verschiedenen Hochschulen entschied er sich für die Sacramento State University, welche in der NCAA Division I Basketball Championship antritt. Dort wurde er in seiner ersten Saison 2015/16 Mannschaftskollege von Nick Hornsby. Nach eher mäßigen Spielanteilen in den ersten beiden Jahren (2015/16: 6,1 Minuten und 2016/17: 11,9 Minuten pro Partie), verließ der Forward die „Hornets“ und schloss sich der Chaminade University of Honolulu (NCAA ll) an. Schnell wurde der US-Amerikaner auf Hawaii zum Leistungsträger seiner Farben und erzielte in seinem Abschlussjahr 2018/19 im Durchschnitt 19,6 Zähler und 5,8 Rebounds pro Spielrunde. Entsprechend seiner guten Leistungen wurde Dressler in das „All-First Team“ seiner Division („Pac West“) gewählt.

### Profikarriere
Noch auf der Suche nach einem neuen Verein zog sich Dressler im Sommer 2019 einen Kreuzbandriss zu und fiel für viele Monate aus. Nach einer langen Zeit in der Reha trainierte der Flügelspieler bei der NBA-G-League-Mannschaft der Los Angeles Clippers, den Agua Caliente Clippers, mit, um sich für Profiklubs zu empfehlen. Im März 2020 fand der US-Amerikaner einen Verein und sollte für die Franklin Bulls in der ersten Liga Neuseelands auflaufen, doch die COVID-19-Pandemie verhinderte ein Engagement in Ozeanien.
Im Juni 2020 verpflichteten die Bayer Giants Leverkusen Dressler für die Spielzeit 2020/21. Leverkusens Trainer Hansi Gnad beschrieb Dressler als einen „Allrounder, der sicher von der Dreipunktlinie ist, seine Mitspieler gut mit seinen Passqualitäten einsetzen kann und auf der Position 2 bis 4 zuhause ist.“ Nach Nick Hornsby und Justin Eller war Dressler der insgesamt dritte Akteur, der als ehemaliger Student der Sacramento State University zu den „Riesen vom Rhein“ wechselte. Nach anfänglichen Schwierigkeiten fand der Flügelspieler immer besser in die Saison und bewies sich zunehmend als gefährlicher Korbschütze in der zweithöchsten deutschen Basketballliga. In 16 von insgesamt 28 Hauptrundenspielen erzielte Dressler zehn oder mehr Zähler. Beim 97:90-Erfolg über die Nürnberg Falcons BC war er mit insgesamt 26 Punkten gar bester Korbschütze seiner Farben. Schlussendlich kam Dressler auf Mittelwerte 10,4 Punkten, 2,5 Rebounds und 2,7 Assists pro Partie. Ähnliche statistische Werte lieferte er auch in den Playoffs ab (durchschnittlich 10 Punkte und 2,8 Rebounds pro Spiel). Die Bayer Giants überraschten in der Endrunde um den Bundesliga-Aufstieg und erreichten das ProA-Finale 2021. Gegner dort waren die MLP Academics Heidelberg. Nach Hin- und Rückspiel scheiterten die Leverkusener an Heidelberg (66:96 und 93:93) und wurden ProA-Vizemeister.
Die Bayer Giants Leverkusen verlängerten den auslaufenden Vertrag mit Dressler nicht. Der US-Amerikaner schloss sich im Sommer 2021 Spisski Rytieri Nova Ves aus der ersten slowakischen Basketballliga an. Ende November 2021 bat Dressler um die Auflösung seines Vertrags in Nova Ves. In neun Ligaspielen erzielte er durchschnittlich 12,4 Punkte und 6,6 Rebounds. Des Weiteren kam er in vier Partien des Alpe-Adria Cup zum Einsatz (12,0 Punkte pro Spiel). 
Im Oktober 2022 wechselte Dressler in die LBBL, die erste Liga im Herzogtum Luxemburg, zu BBC Residence Walferdingen (Walferdange). In Luxemburg wurde der Forward schnell zu einem der besten Punktesammler des gesamten Landes. Dressler stand in allen 22 Hautptrundensaisonspielen auf dem Feld und kam auf gute Durchschnittsstatistiken von 22,9 Punkten, 9,4 Rebounds und 4,5 Assists pro Partie. Seine durchschnittliche Effektivität pro Spiel betrug 25,4. Am 16. Oktober 2022 erzielte er gegen Ligakonkurrent AS Soleuvre Belvaux 44 Punkte, was gleichzeitig sein Karrierebestwert bedeutete. Walferdange belegte am Ende der Saison den siebten Tabellenplatz und qualifizierte sich so für die Playoffs. Im Viertelfinale um die luxemburgische Meisterschaft traf man auf den Zweitplatzierten der Liga, Basket Esch, gegen den man mit 1:2 („Best-of-Three-Serie“) ausschied. Grant Dressler kam in der Endrunde auf einen Punkteschnitt von 15,3 pro Spiel. Vom Basketballportal Eurobasket.com wurde er ins „All Third-Team“ der Liga gewählt. Bis Dezember 2022 war der frühere Leverkusener und Gießener TreVion Crews Mitspieler von Dressler. 2023/24 setzte Dressler als professioneller Basketballspieler aus. 
Zur Spielzeit 2024/25 schloss er sich im Oktober 2024 dem Al-Sadd Sports Club Basketball in Katar an. Bei seinem ersten Einsatz (103:93-Sieg gegen Al Wakrah) erzielte Dressler 20 Punkte, 13 Rebounds und 12 Assists. Insgesamt kam er in 18 Begegnungen (Durchschnitt: 10,7 Punkte pro Spiel) zum Einsatz. Al-Sadd scheiterte im Playoff-Halbfinale um die Meisterschaft mit 1:2 am späteren Titelträger der Liga, Al-Arabi. Im Spiel um den dritten Platz sicherte sich sein Klub Bronze sichern. Dressler selbst kam allerdings nicht zum Einsatz.

## Statistiken
| Mannschaft und Saison                         | Spiele | Punkte | Rebounds | Assists | Steals | Spielminuten |
| --------------------------------------------- | ------ | ------ | -------- | ------- | ------ | ------------ |
| Bayer Giants Leverkusen 2020/21 (ProA)        | 36     | 10,30  | 2,58     | 2,58    | 0,47   | 23:10 Min.   |
| Rytieri Nova Ves 2021/22 (Slowakei)           | 9      | 12,44  | 6,56     | 3,33    | 1,67   | 34:40 Min.   |
| BBC Residence Walferdange 2022/23 (Luxemburg) | 22     | 22,91  | 9,36     | 4,55    | 1,64   | 35:45 Min.   |
| Al-Sadd Sports Club 2024/25 (Katar)           | 18     | 10,70  | 6,30     | 7,30    | 0,70   | 28:40 Min.   |